# 8. Sinfonie (Dvořák)

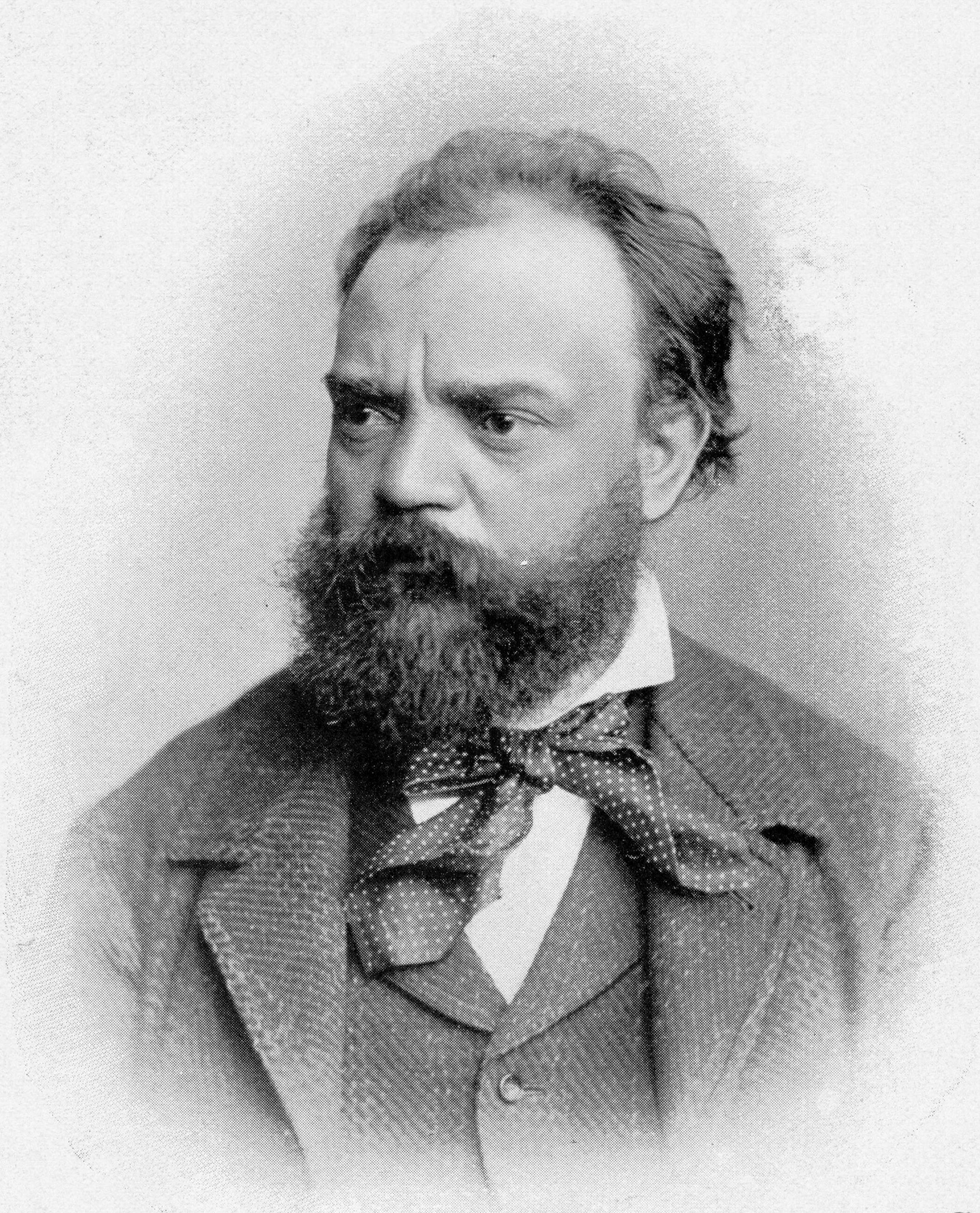
Antonín Dvořák

Die Sinfonie Nr. 8 G-Dur op. 88 (B 163) ist eine Sinfonie des böhmischen Komponisten Antonín Dvořák. Zu Lebzeiten des Komponisten wurde sie als dessen 4. Sinfonie gezählt.

## Entstehung
Dvořák schrieb die Sinfonie 1889 anlässlich seiner, wie er auf dem Titelblatt der Partitur vermerkte, „Aufnahme in die Böhmische Kaiser-Franz-Joseph-Akademie für Wissenschaft, Literatur und Kunst“.
Zur düsteren Stimmung der 7. Sinfonie Dvořáks bildet die 8. Sinfonie einen gelösten, lyrischen Kontrast. Bei der Komposition, mit der sich Dvořák zum Ziel setzte, „ein von meinen anderen Symphonien verschiedenes Werk zu schreiben, mit individuellen, in neuer Weise ausgearbeiteten Gedanken“, ließ Dvořák sich von der Landschaft bei Vysoká u Příbramě, seinem Sommersitz, inspirieren. Die Uraufführung fand am 2. Februar 1890 in Prag unter der Leitung des Komponisten statt.

## Zur Musik

### Besetzung
2 Flöten (2. auch Piccolo), 2 Oboen (2. auch Englischhorn), 2 Klarinetten, 2 Fagotte, 4 Hörner, 2 Trompeten, 3 Posaunen, Tuba, Pauke, und Streicher.

### 1. Satz: Allegro con brio
Der erste Satz wird von einem choralartigen g-moll-Thema in Violoncello, Klarinette und Fagott eingeleitet, das im Verlauf des Satzes noch weitere Male jeweils zu Beginn von Exposition, Durchführung und Reprise wiederholt wird. Das eigentliche pastorale Hauptthema steht in G-Dur und wird von der Flöte vorgetragen. Nach einer Steigerung des Themas durch das Orchester folgt das Seitenthema. Vor der Durchführung wird das g-moll-Thema wiederholt, welches vor der Reprise in der Trompete erklingt. Zu Beginn der Reprise erklingt wieder das G-Dur-Thema in den Holzbläsern und endet in Moll.

### 2. Satz: Adagio
Der zweite Satz ist ein rhapsodieartiges Adagio in c-moll und 2/4-Takt und von Pjotr Iljitsch Tschaikowski beeinflusst, mit dem sich Dvořák kurz vorher befreundet hatte. Er beginnt melancholisch, wird aber von einer, einem Vogelruf ähnlichen, Quarte in der Flöte fortgesetzt. Die Fortführung des melancholischen Anfangs in der tiefen Klarinette wechselt sich im weiteren Verlauf mit der Quarte ab. Im Mittelteil des Satzes folgt ein weit ausholendes C-Dur-Thema, das von der Solovioline aufgegriffen wird. Der Satz ist von einem Nebeneinander von Hell und Dunkel geprägt, C-Dur und c-Moll wechseln sich ab.

### 3. Satz: Allegretto grazioso
Der dritte Satz beginnt mit einem grazilen und walzerartigen Thema in g-Moll in den Violinen. Auf den  Hauptteil folgt ein G-Dur-Trio, dessen Melodie von den Flöten und Oboen getragen wird. Auch im Trio wird der grazil wirkende Dreiachteltakt beibehalten. In der Wiederholung des Trios erklingt das Thema dann in Oboe und Fagott.
Während der größte Teil des Satzes im ungeraden Takt steht, erklingt die Coda im geraden Takt.
Der walzerartige Stil dieses Satzes ist möglicherweise ein Ausdruck der Beschäftigung des Komponisten mit der Musik Pjotr Tschaikowskis in jener Zeit.

### 4. Satz: Allegro ma non troppo
Der vierte Satz steht in G-Dur; in ihm wird die Sonatensatzform mit Variationen kombiniert. Eingeleitet wird er von einer Trompetenfanfare in D. Anschließend wird das zweiteilige Variationsthema von den Celli vorgestellt. Ein Horntriller und eine virtuose Flötenmelodie prägen die ersten Variationen. Die anschließende markant-rhythmische dritte Variation trägt den Namen „Slawische Variation“. Eine lyrische Passage führt schließlich zur virtuosen Coda chromatischen Charakters, welche dem Werk ein triumphales Ende verleiht.

## Wirkung
Die von Dvořák selbst dirigierte Uraufführung am 2. Februar 1890 in Prag mit dem Orchester des Tschechischen Nationaltheaters im Rahmen des 13. Populären Konzerts der Künstlerressource war ein weiterer Erfolg für den Komponisten. Weitere Aufführungen durch Dvořák fanden am 7. November 1890 in einem Museumskonzert in Frankfurt am Main statt sowie im folgenden Jahr im englischen Cambridge am Vorabend seiner Promotion. Während Dvořáks sechster Englandreise wurde die Sinfonie mehrmals von der Royal Philharmonic Society aufgeführt.
Hans Richter brachte die Sinfonie in Wien und London zur Erstaufführung und schrieb nach der Wiener Aufführung an Dvořák: „An dieser Aufführung hätten Sie gewiß Freude gehabt. Wir alle haben gefühlt, daß es sich um ein herrliches Werk handelt: darum waren wir alle auch mit Enthusiasmus dabei. [...] Der Beifall war warm und herzlich.“
Dvořák ließ das Werk vom Londoner Verleger Vincent Novello veröffentlichen und nicht bei seinem Stammverleger Fritz Simrock, da er mit diesem noch bezüglich der Drucklegung der 7. Sinfonie zerstritten war.
Da diese Sinfonie in England gedruckt worden war, erfolgten nach 1919 nur relativ wenige Aufführungen in Deutschland und Österreich. Vermutlich waren manchen Orchestern die Noten zu teuer, da es damals überall an ausländischen Devisen fehlte. In anderen Ländern gehörte dieses Werk schnell zum ‚Eisernen Repertoire‘. Erst im Mai 1941 erschien eine von Fritz Oeser sorgfältig redigierte Neuausgabe (Partitur und Stimmen) im Musikwissenschaftlichen Verlag/Leipzig. (Oeser hatte zwar das Manuskript nicht zur Verfügung und auch – bedingt durch die Kriegsjahre – keinen Zugang zu Londoner Quellen. Jedoch gelang es ihm, viele Flüchtigkeitsfehler des – eigentlich recht soliden – Erstdrucks zu beseitigen.) Diese ordentliche, sehr sauber gestochene Neu-Ausgabe wird heute noch oft verwendet und hat das Werk im deutschen Sprachraum dadurch bekannter gemacht.
1956 erschien im Rahmen der ersten Dvořák-Gesamtausgabe (ed. Otakar Šourek und František Bartoš) erneut dieses Werk. Die Herausgeber übernahmen auch Korrekturen und Konjekturen von Fritz Oeser, mit dem sie beide befreundet waren, auch die von ihm per analogiam ergänzten, im Erstdruck fehlenden Paukentakte des 4. Satzes (Takt 100 – 108). Trotzdem bleibt die Quellenlage in kleinen Detailfragen (Bindebögen, Dynamik, Akzente, fehlende Auftakte et cetera) nach wie vor etwas schwierig, da nicht das Manuskript, sondern eine – erst 1964 gerettete – Abschrift aus Beständen des Verlages Novello zur Drucklegung verwendet wurde. Welcher Fassung im Einzelfall nun der Vorzug zu geben wäre, konnten aber die neuen Herausgeber nicht allgemein verbindlich klären. Auch haben sich verschiedene Retuschen eingebürgert, wie die Unterstützung der Holzbläser (4. Satz ab Takt 158 und ab T. 380) durch Hörner.
Die 8. Sinfonie gehört heute zu den meistgespielten Dvořák-Sinfonien und gehört mit der 7. und der 9. Sinfonie des Meisters zu dessen bedeutendsten sinfonischen Schöpfungen. George Szell, Herbert von Karajan, Václav Neumann oder Václav Talich haben beeindruckende Schallplatten-Aufnahmen hinterlassen.